# Schloss Einstein/Staffel 25
Die fünfundzwanzigste Staffel der deutschen Seifenoper Schloss Einstein für Kinder und Jugendliche umfasst 26 Episoden (Folgen 1001–1026).

## Dreharbeiten
Gedreht wurde vom 1. Juni 2021 bis 29. Oktober 2021 in Erfurt und Umgebung, unter anderem auf dem Drosselberg sowie im Steigerwaldstadion. Als Kulisse für den Firmensitz von Claudia Lenzes Unternehmen „Art & Technology“ diente das DVAG-Bildungszentrum in Erfurt.

## Besetzung
Sortiert nach der Reihenfolge des Einstiegs, danach nach den Nachnamen der Schauspieler.
| Schauspieler                                                                        | Rollenname                  | Folgen                 | Jahr | Bemerkungen |
| ----------------------------------------------------------------------------------- | --------------------------- | ---------------------- | ---- | --- |
| Prägende Charaktere:                                                                |                             |                        |      | |
| Schüler:                                                                            |                             |                        |      | |
| Johannes Degen                                                                      | Colin Thewes                | 1001–1026              | 2022 | (bester) Freund von Julia; dritter Stipendiat des „Berger-Stipendiums“; Teilnehmer im Mathematik- und Biologie-A-Kurs und im Theatermodul      |
| Lentje de Groote                                                                    | Julia Sponer                | 1001–1026              | 2022 | (beste) Freundin von Colin; Mitbewohnerin von Fabienne und Rosa; Teilnehmerin im Theatermodul                                                  |
| Merle Sophie Eismann                                                                | Annika Barry                | 1001–1026              | 2022 | Stiefschwester von Badu |
| Karlotta Hasselbach                                                                 | Rosa Panowski               | 1001–1026              | 2022 | Freundin von Bela; Mitbewohnerin von Fabienne und Julia, Teilnehmerin im Theatermodul geht mit Bela nach Litauen                               |
| Josie Hermer                                                                        | Sibel Peters                | 1001–1026              | 2022 | Abiturientin, Mitbewohnerin von Joyce und Reena, Teilnehmerin im Mathematik- und Biologie-B-Kurs, zeitweise Biologie A-Kurs Ende der Schulzeit |
| Thorin Holland                                                                      | Hermann Zech                | 1001–1026              | 2022 | Mitbewohner von Gustav und Sirius, Enkel von Dr. Heiner Zech geht zu Jona nach Seoul                                                           |
| Clara Jaschob                                                                       | Io Pück                     | 1001–1026              | 2022 | enge Freundin von Joyce; Teilnehmerin im Theatermodul                                                                                          |
| Arnold Makuissie                                                                    | Badu Barry                  | 1001–1026              | 2022 | Stiefbruder von Annika; Abiturient, Trainer der Nachwuchsstaffel Ende der Schulzeit                                                            |
| Julie Marienfeld                                                                    | Nesrin Schulze              | 1001–2025              | 2022 | Externe (nur in Folge 1001); Läuferin in der Sprint-Staffel                                                                                    |
| Sophia Leonie Mauritz                                                               | Reena Kumari                | 1001–1026              | 2022 | zweite Stipendiatin des „Berger-Stipendiums“; Freundin von Gustav; Mitbewohnerin von Joyce und Sibel; Regisseurin im Theatermodul              |
| Noel Okwanga                                                                        | Pawel Kronbügel             | 1001–1026              | 2022 | Abiturient Ende der Schulzeit |
| Tamino Schenke                                                                      | Gustav Weiß                 | 1001–1026              | 2022 | Freund von Reena; Mitbewohner von Hermann und Sirius; Teilnehmer im Tanzmodul                                                                  |
| Matti Schneider                                                                     | Marlon Beck                 | 1001–1026              | 2022 | Teilnehmer im Theatermodul, später auch Souffleur                                                                                              |
| Fridolin Sommerfeld                                                                 | Viktor Müller               | 1001–1026              | 2022 | Abiturient; Teilnehmer im Tanzmodul und Theatermodul Ende der Schulzeit                                                                        |
| Paula Uhde                                                                          | Fabienne Hoods              | 1001–1026              | 2022 | Sportstipendiatin; Mitbewohnerin von Julia und Rosa; Läuferin in der Sprint-Staffel                                                            |
| Matilda Willigalla                                                                  | Joyce Simon                 | 1001–1026              | 2022 | Tochter von Kim; enge Freundin von Io; Mitbewohnerin von Reena und Sibel; Teilnehmerin im Theatermodul                                         |
| Niels Krommes                                                                       | Heinz Sirius Pasulke        | 1002–1026              | 2022 | Sohn von Paulina; Patensohn von Dr. Michael Berger; Mitbewohner von Gustav und Hermann; Betreiber des Schulgartens                             |
| Jamila Weintritt                                                                    | Chiara Dorn                 | 1002–1026              | 2022 | Bühnenbildnerin und später auch Regisseurin im Theatermodul; Betreiberin des Schulgartens                                                      |
| Lehrer:                                                                             |                             |                        |      | |
| Liz Baffoe                                                                          | Changa Miesbach             | 1001–1024              | 2022 | Lehrerin für Englisch, Kunst, Musik und Darstellendes Spiel                                                                                    |
| Frederic Heidorn                                                                    | Sascha Hauser               | 1001–1025              | 2022 | Lehrer für Sport und Französisch; Sportkoordinator                                                                                             |
| Olaf Burmeister                                                                     | Dr. Heinrich „Heiner“ Zech  | 1002–1026              | 2022 | Lehrer für Latein, Geschichte und Geografie; Großvater von Hermann                                                                             |
| Janina Elkin                                                                        | Anna-Carina Levin           | 1002–1026              | 2022 | Lehrerin für Biologie, Chemie und Sport, Vertrauenslehrerin                                                                                    |
| Ill-Young Kim                                                                       | Jong Hi Chung               | 1002–1025              | 2022 | Schuldirektor; Lehrer für Mathematik, Physik und Sport                                                                                         |
| Meri Koivisto                                                                       | Ainikki Holopainen          | 1003–1026              | 2022 | Lehrerin für Biologie und Chemie |
| Gitta Schweighöfer                                                                  | Martina Stocker             | 1019                   | 2022 | Schuldirektorin; Lehrerin für Deutsch und Sport geht in den Ruhestand                                                                          |
| weiteres Schul-/ Internatspersonal:                                                 |                             |                        |      | |
| Elisa Ueberschär                                                                    | Wiebke Schiller             | 1001–1026              | 2022 | gelernte Tischlerin; Internatsleiterin und Erzieherin; Hausmeisterin                                                                           |
| Robert Schupp                                                                       | Dr. Michael Berger          | 1002, 1026             | 2022 | Leiter des Schulverwaltungsamtes, Patenonkel von Heinz Sirius                                                                                  |
| Nebencharaktere:                                                                    |                             |                        |      | |
| Schüler:                                                                            |                             |                        |      | |
| Philip Müller                                                                       | Bela Wiedemann              | 1026                   | 2022 | Freund von Rosa geht mit Rosa nach Litauen |
| Erwachsene:                                                                         |                             |                        |      | |
| Johanna Serenity Miller                                                             | Kim Simon                   | 1004, 1007, 1018, 1024 | 2022 | Mutter von Joyce, saß im Gefängnis In Folge 1004, 1007 und 1018 ist nur ihre Stimme zu hören                                                   |
| Laura Larsson                                                                       | Claudia Lenze               | 1007, 1011, 1013, 1024 | 2022 | Kunstmäzenin, Kryptomillionärin In Folge 1007 und 1013 ist sie nur in einer Videobotschaft zu sehen                                            |
| Anna Steinhardt                                                                     | Paulina Pasulke             | 1023–1024              | 2022 | Mutter von Sirius, ehemalige Schülerin am Einstein (siehe 10. Generation / 11. und 12. Staffel)                                                |
| Prominente Gastdarsteller (Bemerkungen bezeichnen hier die Berufe der Prominenten): |                             |                        |      | |
| Nico Gutjahr                                                                        | Mitarbeiter der Kurbelkiste | 1017                   | 2022 | Youtuber |

## Episoden

### Staffel 25
| Nr. (ges.) | Nr. (St.) | Originaltitel | Erstausstrahlung | Regie           | Drehbuch                |
| ---------- | --------- | ------------- | ---------------- | --------------- | ----------------------- |
| 1001       | 1         | Folge 1001    | 11. Feb. 2022    | Nils Dettmann   | Max Honert              |
| 1002       | 2         | Folge 1002    | 14. Feb. 2022    | Nils Dettmann   | Max Honert              |
| 1003       | 3         | Folge 1003    | 15. Feb. 2022    | Nils Dettmann   | Viktoria Assenov        |
| 1004       | 4         | Folge 1004    | 16. Feb. 2022    | Nils Dettmann   | Viktoria Assenov        |
| 1005       | 5         | Folge 1005    | 17. Feb. 2022    | Nils Dettmann   | Inga Hülshoff           |
| 1006       | 6         | Folge 1006    | 18. Feb. 2022    | Severin Lohmer  | Inga Hülshoff           |
| 1007       | 7         | Folge 1007    | 21. Feb. 2022    | Severin Lohmer  | Lydia Schuth            |
| 1008       | 8         | Folge 1008    | 22. Feb. 2022    | Severin Lohmer  | Lydia Schuth            |
| 1009       | 9         | Folge 1009    | 23. Feb. 2022    | Severin Lohmer  | Melanie Waelde          |
| 1010       | 10        | Folge 1010    | 24. Feb. 2022    | Lydia Bruna     | Melanie Waelde          |
| 1011       | 11        | Folge 1011    | 25. Feb. 2022    | Lydia Bruna     | Dana Bechtle-Bechtinger |
| 1012       | 12        | Folge 1012    | 28. Feb. 2022    | Lydia Bruna     | Dana Bechtle-Bechtinger |
| 1013       | 13        | Folge 1013    | 1. März 2022     | Lydia Bruna     | Georg Malcovati         |
| 1014       | 14        | Folge 1014    | 2. März 2022     | Luise Brinkmann | Georg Malcovati         |
| 1015       | 15        | Folge 1015    | 3. März 2022     | Luise Brinkmann | Viktoria Assenov        |
| 1016       | 16        | Folge 1016    | 4. März 2022     | Luise Brinkmann | Viktoria Assenov        |
| 1017       | 17        | Folge 1017    | 7. März 2022     | Luise Brinkmann | Paul Markurt            |
| 1018       | 18        | Folge 1018    | 8. März 2022     | Luise Brinkmann | Paul Markurt            |
| 1019       | 19        | Folge 1019    | 9. März 2022     | Raquel Stern    | Lydia Schuth            |
| 1020       | 20        | Folge 1020    | 10. März 2022    | Raquel Stern    | Lydia Schuth            |
| 1021       | 21        | Folge 1021    | 11. März 2022    | Raquel Stern    | Max Honert              |
| 1022       | 22        | Folge 1022    | 14. März 2022    | Raquel Stern    | Max Honert              |
| 1023       | 23        | Folge 1023    | 15. März 2022    | Julia Peters    | Georg Malcovati         |
| 1024       | 24        | Folge 1024    | 16. März 2022    | Julia Peters    | Dana Bechtle-Bechtinger |
| 1025       | 25        | Folge 1025    | 17. März 2022    | Julia Peters    | Dana Bechtle-Bechtinger |
| 1026       | 26        | Folge 1026    | 18. März 2022    | Julia Peters    | Anna Dimitrova          |

### Shorties
Die Shorties sind sechs bis neun minütige Clips, welche immer samstags und sonntags auf der Kika-Schloss-Einstein-Webseite veröffentlicht werden. Diese Clips sind gleichermaßen eine Zusammenfassung und Vorschau. Es wird zum einen gezeigt was in einem Erzählstrang bereits passiert ist und zum anderen in Trailer-Form wie dieser Strang in der kommenden Woche weitererzählt wird.
| Nr. | Originaltitel      | Onlinepremiere   |
| --- | ------------------ | ---------------- |
| 1   | Julia und Colin    | 19. Februar 2022 |
| 2   | Joyce und Reena    | 20. Februar 2022 |
| 3   | Nesrin und Annika  | 26. Februar 2022 |
| 4   | Gustav             | 27. Februar 2022 |
| 5   | Pawel              | 5. März 2022     |
| 6   | Colin und Julia 1  | 8. März 2022     |
| 7   | Joyce und Io       | 12. März 2022    |
| 8   | Gustav und Reena 2 | 14. März 2022    |